# Pedro Bicalho
Pedro Henrique Rodrigues Bicalho, noto semplicemente come Pedro Bicalho (São José dos Campos, 23 aprile 2001), è un calciatore brasiliano, centrocampista del Qarabağ.

## Carriera
Cresciuto nel settore giovanile del Cruzeiro, esordisce in prima squadra il 2 febbraio 2020, disputando l'incontro del Campionato Mineiro vinto per 2-4 contro il Tupynambás. Realizza la sua prima rete con la squadra il 1º marzo seguente, nell'incontro vinto per 2-1 contro l'Uberlândia.
Nel novembre 2020 viene acquistato dal Palmeiras, che lo aggrega alla propria formazione Under-23. Fa il suo esordio in prima squadra il 26 aprile 2021, in occasione dell'incontro del Campionato Paulista (competizione poi vinta dalla sua squadra) perso per 1-2 contro il Mirassol. Il 1º dicembre successivo esordisce anche nel Brasileirão, disputando l'incontro vinto per 1-3 contro il Cuiabá; nel corso dell'annata disputa in totale quattro partite nella prima divisione brasiliana.
Il 2 agosto 2022 viene ceduto in prestito ai portoghesi del Santa Clara, militanti nella Primeira Liga.

## Statistiche

### Presenze e reti nei club
Statistiche aggiornate all'8 ottobre 2022.
| Stagione        | Squadra         | Campionato      | Campionato | Campionato | Coppe nazionali | Coppe nazionali | Coppe nazionali | Coppe continentali | Coppe continentali | Coppe continentali | Altre coppe | Altre coppe | Altre coppe | Totale | Totale |
| Stagione        | Squadra         | Comp            | Pres       | Reti       | Comp            | Pres            | Reti            | Comp               | Pres               | Reti               | Comp        | Pres        | Reti        | Pres   | Reti   |
| --------------- | --------------- | --------------- | ---------- | ---------- | --------------- | --------------- | --------------- | ------------------ | ------------------ | ------------------ | ----------- | ----------- | ----------- | ------ | ------ |
| gen.-nov. 2020  | Cruzeiro        | M1/MG+B         | 0+4        | 0+1        | CB              | 2               | 0               |                    | -                  | -                  |             | -           | -           | 6      | 1      |
| 2021            | Palmeiras       | A1/SP+A         | 3+4        | 0          | CB              | 0               | 0               | CL                 | 0                  | 0                  | SB+RS+Cmc   | 0           | 0           | 7      | 0      |
| gen.-lug. 2022  | Palmeiras       | A1/SP+A         | 1+1        | 0          | CB              | 0               | 0               | CL                 | 0                  | 0                  | RS          | 0           | 0           | 2      | 0      |
| 2022-2023       | Santa Clara     | PL              | 4          | 0          | CP+CdL          | 0               | 0               |                    | -                  | -                  |             | -           | -           | 4      | 0      |
| Totale carriera | Totale carriera | Totale carriera | 17         | 1          |                 | 2               | 0               |                    | 0                  | 0                  |             | 0           | 0           | 19     | 1      |

## Palmarès

### Club

#### Competizioni statali
- Campionato paulista: 1

Palmeiras: 2022

#### Competizioni nazionali
- Liga 3: 1

Alverca: 2023-2024